# 岡場駅

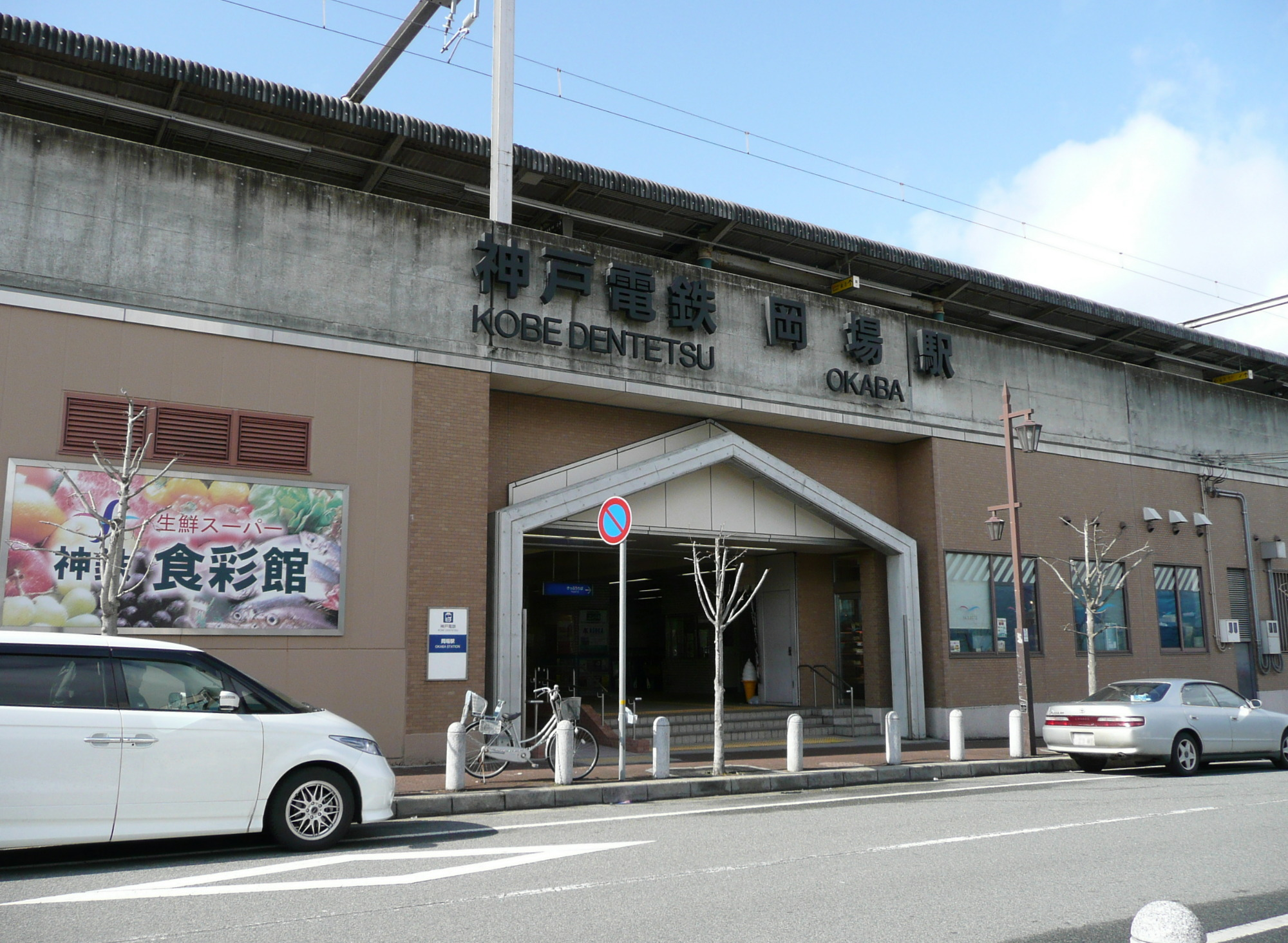
東口（2008年2月）

岡場駅（おかばえき）は、兵庫県神戸市北区藤原台中町一丁目にある、神戸電鉄三田線の駅。駅番号はKB22。標高231 m。
神戸三田国際公園都市の南部に位置するニュータウンである藤原台の中心駅。駅移転時に神戸市が「北神中央駅」や「藤原台駅」への改名を要望したが、地域住民の反対により岡場駅として現在に至る。その経緯もあってか、駅名標には「藤原台」という副駅名が記載されている。

## 歴史
- 1928年（昭和3年）12月18日：神戸有馬電気鉄道の三田線開通と同時に開業[1]。
- 1947年（昭和22年）1月9日：三木電気鉄道との合併により、神有三木電気鉄道（現在の神戸電鉄）の駅となる。
- 1985年（昭和60年）11月16日：南へ移転、高架化[1][5]。
- 1995年（平成7年）11月26日：島式2面4線の高架駅に改築[1]。
- 1998年（平成10年）3月20日：当駅と田尾寺駅間の複線運用開始。

## 駅構造

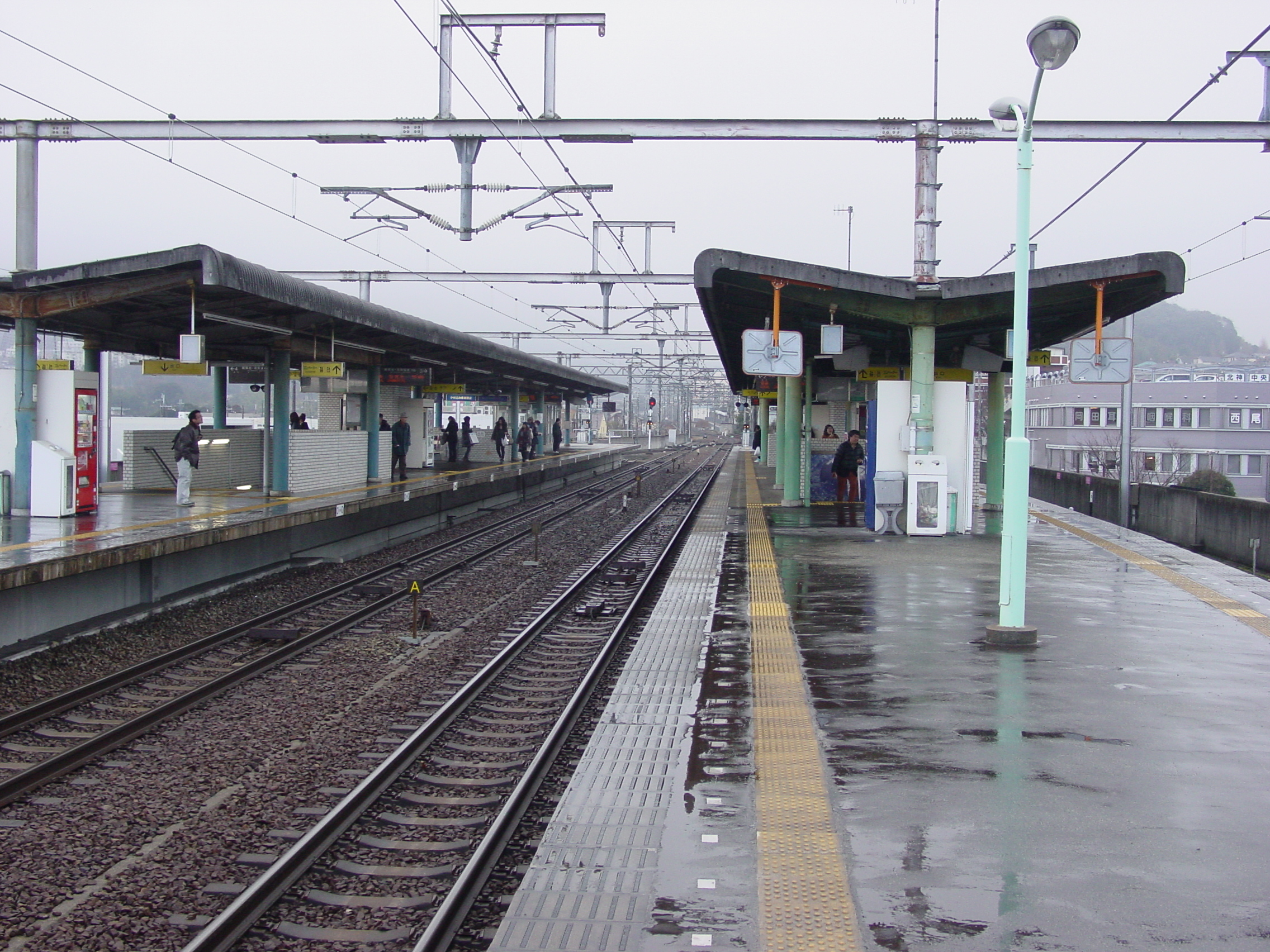
プラットホーム（2011年2月）

島式2面4線のホームを持つ、待避・交換可能な高架駅（三田側複線、新開地側単線）。ホーム有効長はいずれも6両長だが、誤発車防止ATSの設置位置の関係で、三田方面の1・2番線は最大4両編成まで、新開地方面の3・4番線も最大5両編成までとなっている。
改札は高架下の1ヵ所のみ。改札外に構内売店のコンビニエンスストア（セブン-イレブン）がある。

### のりば
| 番線 | 路線   | 方向 | 行先       | 備考   |
| ---- | ------ | ---- | ---------- | ------ |
| 1    | 三田線 | 下り | 三田方面   | 待避線 |
| 2    | 三田線 | 下り | 三田方面   | 主本線 |
| 3    | 三田線 | 上り | 新開地方面 | 主本線 |
| 4    | 三田線 | 上り | 新開地方面 | 待避線 |

付記事項
- 有馬口方からは1、2、4番線へ入線可能である。
- 早朝に設定されている特快速は、当駅で4番線の準急、急行に連絡する。
- 4両編成2本の夜間滞泊が設定されている。三田方面からの当駅止まりの終電は4番線に到着する。
- 1番線は当駅始発の一部列車と夜間滞泊のみ利用する。

## ダイヤ
毎時4本が発車する(朝・夕ラッシュ時以外)。上り（有馬・新開地方面）に限り、朝には特快速も運行される。

## 利用状況
1日あたりの乗車人員 5,384人（2022年度）で、神戸電鉄内では4位(ただし新開地駅、谷上駅はデータなしのため含まれていない)隣接する西宮市側から利用もある。
近年の1日平均乗車は下表のとおりである。
| 年度               | 1日平均 乗車人員 |
| ------------------ | ---------------- |
| 2007年（平成19年） | 5,456            |
| 2008年（平成20年） | 5,512            |
| 2009年（平成21年） | 5,384            |
| 2010年（平成22年） | 5,449            |
| 2011年（平成23年） | 5,388            |
| 2012年（平成24年） | 5,452            |
| 2013年（平成25年） | 5,627            |
| 2014年（平成26年） | 5,573            |
| 2015年（平成27年） | 5,937            |
| 2016年（平成28年） | 6,022            |
| 2017年（平成29年） | 6,112            |
| 2018年（平成30年） | 6,156            |
| 2019年（令和元年） | 6,074            |
| 2020年（令和02年） | 4,956            |
| 2021年（令和03年） | 5,200            |
| 2022年（令和04年） | 5,384            |

## 駅周辺
駅前には大型商業施設があり、住宅が多い。
- タクシー乗り場
- 兵庫県道15号神戸三田線（有馬街道）[1]
- 北神中央ビル
  - 神戸市北神区役所
- 神戸市立北神区文化センター[1]
- 兵庫六甲農業協同組合
- 済生会兵庫県病院
- 甲北病院
- 神戸有野岡場郵便局
- 但馬銀行藤原台支店
- みなと銀行藤原台支店
- 中兵庫信用金庫神戸北支店
- 日新信用金庫藤原台支店
- 兵庫県信用組合有野支店
- エコール・リラ ショッピングセンター[1]
  - イオン藤原台店[1]
  - エディオンエコール・リラ店
  - 三井住友銀行エコール・リラ店    - ※2023年11月13日より、藤原台支店が神戸営業部・神戸公務部（旧居留地・大丸前駅の近く）内に移転しており、エコール・リラ内に出張所を新設。

  - 神戸市立北神図書館
- 神鉄食彩館岡場店
- ステップガーデン藤原台
  - ヤマダストアー神戸北店(2025年2月オープン予定)
  - Joshin藤原台店
- 神戸市立有野小学校
- 神戸市立有野中学校
- 阪神流通センター
- 業務スーパー岡場店

## バス路線
| 停留所名 | 運行事業者 | 路線名・系統・行先 |
| -------- | ---------- | --- |
| 岡場駅前 | 神姫バス   | - 13系統・66系統：三田駅 - 68系統：北神星和台・神鉄道場駅・イオンモール神戸北 - 69系統：有馬温泉 / 神戸三田プレミアム・アウトレット - 八多淡河バス：道場南口駅 / 淡河 |
| 岡場駅①  | 阪急バス   | 67系統：藤原台南町方面 |
| 岡場駅②  | 阪急バス   | - 01系統・03系統・08系統：北神区民センター前 |
| 岡場駅③  | 阪急バス   | - 01系統：東有野台 - 03系統・05系統・08系統：五社駅方面 - 04系統：五社駅 - 07系統：有馬温泉（太閤橋）                                                                 |
| 岡場駅④  | 阪急バス   | - 44系統：JR西宮名塩駅・宝塚駅 / 山口営業所前 - 74系統：JR西宮名塩駅・宝塚駅                                                                                          |

## 隣の駅
神戸電鉄
■三田線
■特快速（新開地行のみ運転、当駅まで各駅停車）
谷上駅 (KB10) ← 岡場駅 (KB22) ← 田尾寺駅 (KB23)
■急行・■準急・■普通
五社駅 (KB21) - 岡場駅 (KB22) - 田尾寺駅 (KB23)